# فوکه-وولف اف‌و ۱۸۶
فوکه ولف ۱۸۶ (به انگلیسی: Focke-Wulf_Fw_186) یک هواگرد ملخ‌پیشین تک‌موتوره از نوع هواچرخ ساخت شرکت Focke-Wulf است. در مجموع، تعداد یک فروند از این هواگرد ساخته شده‌است.